# 전설 원순 중저모음
전설 원순 중저모음(前舌 圓脣 中低母音) 또는 전설 원순 중개모음(前舌 圓脣 中開母音)은 모음의 하나이다.
- 이 모음은 혀의 위치를 닿소리가 되지 않을 정도로 앞으로 해서 발음하는 전설모음이다.
- 이 모음은 입술을 둥글게 해서 발음하는 원순모음이다.
- 이 모음은 혀의 위치를 저모음과 중모음의 중간 위치로 해서 발음하는 중저모음이다.
- 한글 'ㅐ'는 전설 비원순 중저모음 이므로, 'ㅐ'를 발음하면서('ㅔ'로 발음하면 안됨) 입술을 둥글게 하면 발음할 수 있다.

### 예
| 언어                  | 철자  | 발음                | 뜻     |
| 노르웨이어와 덴마크어 | høne  | [hœːnə]             | '암탉' |
| 독일어                | Hölle | [ˈhœlə]             | '지옥' |
| 스웨덴어              | kött  | [çœt] (도움말·정보) | '고기' |
| 프랑스어              | jeune | [ʒœn]               | '젊은' |